# Verband der Internationalen Kraftfahrzeughersteller
Der Verband der Internationalen Kraftfahrzeughersteller e. V. (VDIK) mit Sitz in Bad Homburg vor der Höhe und einer Geschäftsstelle in Berlin ist seit 1952 die Lobbyorganisation der internationalen Pkw- und Nutzfahrzeughersteller in Deutschland. Dem Verband der Automobilwirtschaft gehören 36 Marken aus 13 verschiedenen Ländern und damit die Mehrzahl der in Deutschland vertretenen Importeure. (Stand Oktober 2024) an. Zu den Aufgaben des VDIK gehören der Meinungsaustausch zwischen den Mitgliedern und die Interessenvertretung in der Automobilwirtschaft, in der Politik sowie in der Öffentlichkeit. Der Verband steht im regelmäßigen Dialog mit Bundesministerien und Behörden, Politikern sowie Entscheidungsträgern wichtiger Verbände und Institutionen. Präsidentin des VDIK ist seit Dezember 2024 Imelda Labbé. Der Verband ist im Lobbyregister für die Interessenvertretung gegenüber dem Deutschen Bundestag und der Bundesregierung unter der Registernummer R000890 eingetragen.

## Wirtschaftsfaktor
Die Internationalen Hersteller verkaufen in Deutschland jährlich über eine Million Pkw. Das entspricht einem Marktanteil von rund 40 Prozent. Außerdem setzen die internationalen Hersteller jährlich rund 100.000 Nutzfahrzeuge ab. Die internationalen Hersteller arbeiten in Deutschland mit rund 12.000 Händler- und Servicestützpunkten zusammen und beschäftigen insgesamt mit den deutschen Vertriebszentralen über 100.000 Mitarbeiter. Viele internationale Hersteller sind Auftraggeber der deutschen Zulieferindustrie.

## Gründung
Seit 1950 bestand eine Importeur-Gruppe von Kraftfahrzeugen als Vereinigung innerhalb des Zentralverbandes des Kraftfahrzeughandels und -gewerbes (ZDK). Sieben Automobilimporteure lösten sich schließlich 1952 aus dem ZDK und gründeten mit dem VDIK in Frankfurt am Main ihre eigene Interessenvertretung. Neben Fiat, der damals größten Importeurmarke, gehörten Austin, Chrysler, Dodge, Renault, Nash, Packard, Simca und Willys Overland zu den Gründungsmarken des VDIK. Der Marktanteil der Mitglieder lag damals bei gerade einmal 4 Prozent.

## Präsidenten (bzw. Präsidentin) des VDIK
- Volker Lange (Juni 1990 – Juni 2016)
- Reinhard Zirpel (Juni 2016 – Juni 2024)
- Michael Lohscheller (Juni 2024 – September 2024)
- André Schmidt (September 2024 – Dezember 2024)
- Imelda Labbé (seit Dezember 2024)

## Marktentwicklung
In den 1950er und 1960er Jahren brachten es die internationalen Hersteller in Deutschland insgesamt auf einen Marktanteil um 10 Prozent, vor allem durch italienische und französische Fahrzeuganbieter. Mit dem Markthochlauf der japanischen und koreanischen Hersteller in den 1980er und 1990er Jahren kletterte ihr Anteil auf über 30 Prozent und liegt aktuell bei rund 48 Prozent.

## Antriebswende
Der Toyota Prius war 1997 das erste Großserienauto mit Benzinhybrid. Vor allem löste er eine Welle der Forschung und Entwicklung rund um Akkus aus, eine der Grundlagen für spätere alltagstaugliche Elektroautos. Die Entwicklung der Lithium-Ionen-Batterie legte den Grundstein dafür, dass Elektroautos alltagstauglich wurden. Der Mitsubishi i-MiEV und der Nissan Leaf gelten als erste moderne E-Autos, die in Großserie produziert wurden. 2013 nahm Hyundai in Korea als erster Hersteller die Serienfertigung eines Brennstoffzellen-Pkw in Kleinserie auf, 2015 bringt Toyota den seriell gefertigten Brennstoffzellen-Pkw auf den Markt.

## Sicherheit und technische Innovationen
Der Dreipunktgurt zählt zu den Erfindungen, die der Menschheit in den letzten 100 Jahren den größten Nutzen brachten. Er reduzierte die Zahl der Todesopfer im Straßenverkehr 70 Prozent. Serienmäßig kam dieser Gurt erstmals im Volvo 544. Viele weitere Sicherheitsfeatures wie den Airbag haben die Internationalen Kraftfahrzeughersteller in großen Stückzahlen und zu massentauglichen Preisen angeboten. Das erste Navigationssystem wurde 1981 von Honda gebaut, noch ohne GPS. Die erste Einparkhilfe mit Ultraschallsensoren brachte 1982 Toyota. Viele Komfortfeatures wie die elektrische Sitzheizung von Saab oder die Klimaanlage von Packard stammen ebenfalls von internationalen Herstellern.